# Mục lục thể thao
Mục lục dưới đây được đưa ra nhằm cung cấp cái nhìn tổng quan và hướng dẫn chuyên đề về thể thao.

## Định nghĩa thể thao
Một môn thể thao là một hoạt động thể chất chi phối bởi một hệ thống các luật lệ và quy tắc. Người ta thường tham gia thể thao với tính chất cạnh tranh. Các môn thể thao có thể diễn ra trên nhiều điều kiện địa hình như trên cạn, dưới nước hay trên không.
Các môn thể thao cũng có thể được mô tả với các yếu tố:
- Giải trí – bất kỳ môn thể thao nào có khán giả tới xem, có thể miễn phí hoặc mất tiền, mà không có kịch bản được viết sẵn trước.
- Rèn luyện – một số môn thể thao là môn thể thao rèn luyện thể chất trong khi một số khác là môn rèn luyện tinh thần.

## Loại hình
- Đua
- Motorsport
- Thể thao biểu diễn
- Thể thao cá nhân
- Thể thao có khán giả
- Thể thao chuyên nghiệp
- Thể thao dưới mặt nước
- Thể thao điện tử
- Thể thao đồng đội
- Thể thao fantasy
- Thể thao mạo hiểm
- Thể thao ném
- Thể thao nghiệp dư
- Thể thao người khuyết tật
- Thể thao nữ
- Thể thao trẻ

## Thể thao theo khu vực
Châu Phi
Tây Phi
Burkina Faso • Bờ Biển Ngà • Ghana • Guinée • Mali • Nigeria • Sierra Leone
Bắc Phi
Algérie • Mauritanie • Maroc • Tunisia
Trung Phi
Burundi • Cameroon • Tchad • Rwanda
Đông Phi
Eritrea • Kenya • Madagascar • Malawi • Somalia • Tanzania • Uganda • Zimbabwe
Nam Phi
Botswana • Namibia • Nam Phi
Châu Á
Trung Á
Kazakhstan • Turkmenistan • Uzbekistan
Đông Á
Trung Quốc
Hồng Kông • Ma Cao
Nhật Bản • CHDCND Triều Tiên • Hàn Quốc • Mông Cổ • Đài Loan
Bắc Á
Nga
Đông Nam Á
Brunei • Myanmar  • Campuchia • Timor-Leste • Indonesia • Malaysia • Philippines • Singapore • Thái Lan • Việt Nam
Nam Á
Afghanistan • Bangladesh • Bhutan• Iran • Nepal • Pakistan • Sri Lanka
Ấn Độ
Delhi
Tây Á
Bahrain • Síp (trong đó có cả vùng tranh chấp Bắc Síp) • Iraq • Israel • Jordan • Kuwait • Liban • Palestine • Qatar • Ả Rập Saudi • Syria • Thổ Nhĩ Kỳ • Các Tiểu vương quốc Ả Rập Thống nhất • Yemen
Kavkaz
Gruzia (trong đó có Abkhazia) • Armenia • Azerbaijan
Châu Âu
Albania • Armenia • Áo • Bỉ • Bulgaria • Croatia • Cộng hòa Séc • Đan Mạch • Estonia • Phần Lan • Pháp • Đức • Gibraltar • Hy Lạp • Guernsey • Iceland • CH Ireland • Đảo Man • Ý • Jersey • Kosovo • Latvia • Litva • Luxembourg • Malta • Moldova • Montenegro • Hà Lan • Ba Lan • Bồ Đào Nha • România • San Marino • Serbia • Slovakia • Slovenia • Tây Ban Nha • Thụy Điển • Thụy Sĩ • Ukraina
Vương quốc Liên hiệp Anh
Anh • Bắc Ireland • Scotland • Wales
Liên minh châu Âu
Bắc Mỹ
Canada • Greenland • México
Hoa Kỳ
Alaska • California • Colorado • Georgia • Indiana • Louisiana • Maryland • Massachusetts • Minnesota • Missouri • New Jersey • New York • Bắc Carolina • Ohio • Pennsylvania • Nam Carolina • Texas • Wisconsin
Washington, D.C.
Nam Mỹ
Argentina • Bolivia • Brasil • Chile • Colombia • Ecuador • Quần đảo Falkland • Guyana • Paraguay • Peru • Suriname • Uruguay • Venezuela
Trung Mỹ
Belize • El Salvador • Honduras
Caribe
Bahamas • Barbados • Bermuda • Cuba • Cộng hòa Dominica • Jamaica • Puerto Rico • Saint Lucia • Trinidad và Tobago
Châu Đại Dương
Úc • New Zealand
Melanesia
Fiji • Papua New Guinea • Quần đảo Solomon • Vanuatu
Polynesia
Samoa thuộc Mỹ • Quần đảo Cook • Samoa • Tonga

## Lịch sử thể thao
- Lịch sử bắn cung
- Lịch sử bóng bầu dục Mỹ
- Lịch sử bóng chày
- Lịch sử bóng đá
- Lịch sử bóng đá luật Úc
- Lịch sử bóng nước
- Lịch sử bóng lưới
- Lịch sử bóng rổ
- Lịch sử bóng vợt
- Lịch sử bơi lội
- Lịch sử chạy định hướng
- Lịch sử Công thức 1
- Lịch sử cờ vua
- Lịch sử cricket
- Lịch sử dù lượn
- Lịch sử đấu vật
- Lịch sử đấu vật chuyên nghiệp
- Lịch sử đua xe đạp
- Lịch sử Gaelic Athletic Association
- Lịch sử hurling
- Lịch sử khúc côn cầu trên cỏ
- Lịch sử lướt sóng
- Lịch sử quần vợt
- Lịch sử rodeo
- Lịch sử roller derby
- Lịch sử rowing
- Lịch sử rugby league
- Lịch sử rugby union
- Lịch sử snooker
- Lịch sử trượt băng nghệ thuật
- Lịch sử trượt tuyết
- Lịch sử võ thuật

## Quy định
- Bàn thắng
- Cách tính điểm trong thể thao
- Cái chết bất ngờ
- Lỗi
- Mở
- Việt vị

## Thể thao trong pháp lý
Chung
- Tòa án Trọng tài Thể thao

Bóng bầu dục Mỹ
- American Needle, Inc. v. National Football League
- NCAA v. Ban quản trị Đại học Oklahoma
- Pro-Football, Inc. v. Harjo

Bóng đá
- Fraser v. Major League Soccer
- Luật Bosman
- Luật Webster

Bóng chày
- Federal Baseball Club v. National League
- Flood v. Kuhn
- Phán quyết Seitz
- Toolson v. New York Yankees, Inc.
- Trường hợp khai man của Barry Bonds

Bóng rổ
- Haywood v. Hiệp hội Bóng rổ Quốc gia
- Robertson v. Hiệp hội Bóng rổ Quốc gia

Khác
- Luật Kolpak

## Sự kiện thể thao
- Sự kiện thể thao đa môn

## Y học thể thao
- Chấn thương thể thao
- Doping trong thể thao
- Đồ uống thể thao

## Truyền thông
- Báo chí thể thao
- Kỷ lục thế giới
- Phát sóng các sự kiện thể thao
- Phát thanh thể thao
- Sports Emmy Award

### Tạp chí thể thao
- Sports Illustrated
- Tạp chí SportsEvents

## Thành phần tham gia vào thể thao
- Bình luận viên thể thao
- Động vật trong thể thao
  - Ngựa thể thao
- Huấn luyện viên
- Người hâm mộ
- Tuyển trạch
- Vận động viên

## Địa điểm thi đấu
- Bể bơi kích thước Olympic
- Đấu trường
- Đường đua
- Dohyō
- Gymkhana
- Nhà thể dục (gym)
- Nhà thi đấu khúc côn cầu trên băng
- Phòng bi-a
- Sân băng
- Sân bóng chày
- Sân bóng đá
- Sân bóng đá luật Úc
- Sân golf
- Sân patin
- Sân quần vợt
- Sân rugby
- Sân trượt băng tốc độ
- Sân vận động

### Các định nghĩa khác
- Chăm sóc sân
- Chia sẻ sân
- Cung thể thao
- Đèn chiếu sáng
- Khán đài (grandstand)
- Medialuna
- Trường đấu vật (palaestra)

## Trang bị thể thao
- Trang bị thể thao
- Trang phục thể thao

## Lối chơi
- Power play

## Quản lý thể thao
- Marketing thể thao
- Tài trợ
- Tuyển trạch

## Văn hóa thể thao
- Câu lạc bộ thể thao
- Đội tuyển thể thao quốc gia
- Khỏa thân trong thể thao
- Lưu niệm thể thao
- Môn thể thao quốc gia
- Nghệ thuật hành vi

## Thể thao và chính trị
- Chủ nghĩa dân tộc và thể thao
- Phân biệt chủng tộc trong thể thao

## Sự kiện thể thao
- Sự kiện thể thao đa môn
- Giải thể thao
- Thế vận hội
- Thể thao quốc tế
- Giải vô địch quốc gia
- Giải vô địch thế giới
- Quy định thể thao
- Cơ quan điều hành thể thao

## Cơ quan điều hành thể thao
Một số cơ quan thể thao nổi bật:
- Thế vận hội: Ủy ban Olympic Quốc tế (IOC)
- Bắn súng: Liên đoàn Thể thao Bắn súng Quốc tế (ISSF)
- Bóng chày: Liên đoàn Bóng chày Quốc tế (IBAF), nhưng nhiều quốc gia/khu vực có cơ quan chuyên nghiệp riêng với luật lệ khác nhau như Cuba, Hoa Kỳ/Canada, và Nhật Bản
- Bóng rổ: FIBA (Liên đoàn Bóng rổ Quốc tế), nhưng nhiều giải quốc gia có cơ quan riêng như Hoa Kỳ với NBA
- Bi-a: Liên đoàn Thể thao Bi-a Thế giới:
  - Carom: Union Mondiale de Billard (UMB)
  - Pool: World Pool-Billiard Association (WPA)
  - Snooker và Bi-a Anh: Hiệp hội Bi-a và Snooker Chuyên nghiệp Thế giới (WPBSA)
- Cricket: Hội đồng Cricket Quốc tế (ICC)
- Các loại hình bóng đá:
  - Bóng đá: FIFA
  - Bóng bầu dục Mỹ: International Federation of American Football (IFAF)
  - Bóng rugby:
    - Bóng bầu dục liên minh: International Rugby Board (IRB)
- Golf: Liên đoàn Golf Quốc tế (IGF)
- Khúc côn cầu trên băng: Liên đoàn Khúc côn cầu trên băng Quốc tế (IIHF)
- Quần vợt: Liên đoàn quần vợt quốc tế (ITF)
- Motorsport:
  - Đua ô tô: Liên đoàn Ô tô Quốc tế (FIA)
  - Đua mô tô: Liên đoàn Đua mô tô Quốc tế (FIM)
- Thể thao dưới nước: FINA

## Trò chơi điện tử
- Thể thao fantasy
- Trò chơi điện tử thể thao